# Adidas Europass

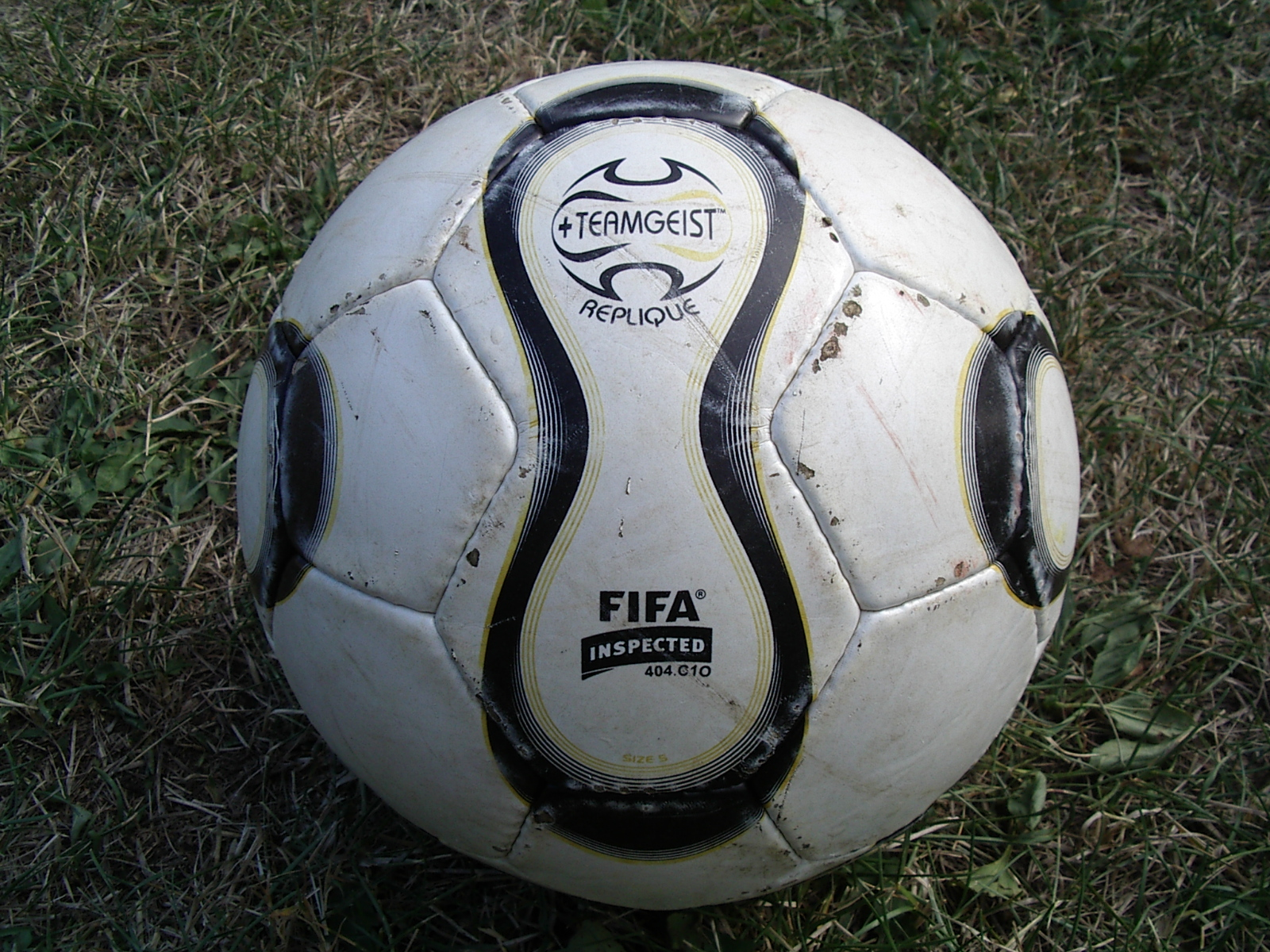
一顆歐洲通行證圖案的官方複製品，在26塊球面中有14塊有印有歐洲通行證的圖案。

歐洲通行證（英語：Europass）是UEFA2008年歐洲足球錦標賽官方指定用球，該球為愛迪達生產。該款球在2007年12月2日歐洲杯小組賽抽籤儀式上正式發布；在2008年歐洲足球錦標賽決賽時，使用的球則為同款銀色版本，該球則被命名為《歐洲通行證－榮耀》（英語：Europass Gloria）。歐洲通行證曾用於2008年－2009年的歐洲冠軍聯賽、2009年歐洲超級盃、2009年-2010年歐洲聯賽賽季等，並依照不同類型的比賽微調設計，但這些球仍被歸類於歐洲通行證的款式內。
愛迪達另外還研發另一款名為《地球通行證》（英語：Terrapass）的足球，該球結構與歐洲通行證很類似，用於2009年歐洲U-21足球錦標賽、2009年歐洲女子足球錦標賽，及一些國際足球賽事等。

## 設計
該球設計不同於傳統足球，傳統足球的球面為32塊，但歐洲通行證只用了14塊球面。其設計類似於2006年世界盃足球賽的比賽用球團隊之星，但不同的是歐洲通行證的表面採用PSC表面設計。在黏合技術上，歐洲通行證使用熱黏合技術，而不是使用縫合或是特殊黏合劑等，使該球的耐用性與耐水性增加。

## 批評
歐洲通行證被許多守門員批評，德國守門員教練安德烈亚斯·克普克曾表示：「這球沒有人認為是百分之百滿意的」，並說他們的團隊會試圖做到最好，但又補充說：「我們不認為會進更多的球，因為它會翻滾。」德國守門員延斯·萊曼對此抱怨說：「我對這官方用球有些問題，我才開始與這球接觸一個星期，但這球與2006年世界盃用的球完全不同。在上半年賽季中，我試圖去接住球，但這球很容易飄動。」奧地利守門員亞歷山大·曼寧格與捷克守門員佩特·切赫也對此球有所不滿。曼寧格甚至表示：「這球根本不是守門員的朋友！」
義大利的守門員也都不是很滿意這顆球。其中詹路易吉·布馮表示：「也許我們只是要習慣它。但這不要緊，因為我一定會接住球的。」而馬爾科·阿梅利亞則表示：「它很容易改變方向，為了不造成爛攤子，只好戰勝它了。」愛迪達官方則對這些批評回應道：「該球的新表面結構可使足球員在任何天氣情況下，更完美地控制與傳球。」並指出球表面的新紋理結構可加強球鞋與球面的摩擦力，同樣對守門員有好處的是手套與球面的摩擦力也同樣提升。